# 東盎格利亞氣候
東盎格利亞的氣候總體上是乾燥和溫和的。該地區是英國最乾燥的地區之一，許多地區年降雨量不足700毫米，洛斯托夫特等地平均降雨量甚至不足600毫米。全年降雨量分佈相當均勻。
最高温度在冬季為5-10°C（41-50°F），夏季為20-25°C（68-77°F），不过据了解最高温度可达到35°C（95°F）。沿海地区的日照总量往往较高。